# Rudolf Brajnik
Rudolf Brajnik, slovenski prosvetni delavec in planinec, * 17. januar 1882, Štandrež, Avstro-Ogrska, 14. september 1962, Ajdovščina, Federativna ljudska republika Jugoslavija.

## Življenje in delo
Rodil se je v družini kmeta Alojzija in Jožefe Brajnik rojene Marušič. Ljudsko šolo je končal v rojstnem kraju, gimnazijo na kateri je bil sošolec Alojza Gradnika pa v Gorici. Od leta 1907 je bil vodja davčnega urada v Ajdovščini ter član ajdovske podružnice SPD. V planinskem društvu ustanovljenem leta 1903 je opravljal funkcije odbornika, blagajnika in markacista. Uveljavil pa se je tudi kot telovadec v Sokolu, kot amaterski dramski igralec, smučar in rokometni trener. Ko je Kraljevina Italija zasedla Primorsko se je leta 1923 raje prisilno upokojil, kot da bi bil službeno premeščen v drug kraj. Pri reševanju kmetov, da ne bi prodajali kmetij, ki bi jih pokupili Italijani, je bila na njegovo pobudo v Ajdovščini ustanovljena Kmečka posojilnica. Brajnik je vztrajno hodil na podeželje in reševal slovenska posestva. Pri tem delu je večkrat prišel v spor z italijanskimi upravnimi organi. Zaradi tega je bil osemkrat aretiran. Čeprav so fašisti
leta 1927 prepovedali delovanje vseh slovenskih društev je prosvetno društvo v Ajdovščini kljub prepovedi z delom nadaljevalo, Brajnik pa je kot njegov član pripravljal in režiral gledališke predstave. Po italijanski kapitulaciji in nemški zasedbi vipavske doline je bil jeseni 1943 ponovno aretiran in odpeljan v delovno taborišče pri Salzburgu, kjer je kot interniranec gradil cesto čez prelaz Katschberg.
Po osvoboditvi se je vrnil v Ajdovščino in v avgustu 1945 zbral nekdanje planince ter obnovil delovanje PD Ajdovščina, v katerem je bil do leta 1954 izmenoma predsednik, blagajnik in tajnik.  Brajnik ima velike zasluge za postavitev spominske plošče Antonu Bavčerju na Čavnu (1946) in za prav tam zgrajeno po Bavčerju poimenovano planinsko kočo (1947). Zasluge ima tudi za gradnjo Iztokove koče pod Golaki (1950) in koče pri izviru Hublja (1952). Bil je tudi amaterski fotograf, ki je posnel mnogo naravnih in zgodovinskih objektov v vipavski dolini. Veliko njegovih slik je bilo objavljenih v koledarjih Goriške Mohorjeve družbe. Za dolgoletno delovanje ga je Planinska zveza Slovenije odlikovala s častnim znakom za planinske zasluge.